# Explosión de Rosario de 2013
La explosión de Rosario de 2013, también conocida como la Tragedia de calle Salta, fue un siniestro ocurrido el martes 6 de agosto de ese año, cuando una fuga de gas natural provocó el estallido y posterior derrumbe total de un edificio de la Zona Centro de la ciudad de Rosario, provincia de Santa Fe, en Argentina. En total, 22 personas perdieron la vida y 62 resultaron heridas, en lo que se convirtió en una más de las tragedias de la historia de la ciudad (siniestro de bus en 1942 con 40 muertos; o los 32 militantes radicales asesinados en las puertas de la Escuela de Cadetes de la Policía de la Provincia, en 1932).

## Juicio
En el presente caso, el hecho cometido por los acusados es el de estrago culposo agravado, que es un delito que consiste en causar un daño de grandes proporciones y el cual genera un peligro común. Si se produce la muerte de alguna persona, la ley agrava la pena. 
En ese sentido el Código Penal Argentino establece:
“ARTICULO 189.- Será reprimido con prisión de un mes a un año, el que, por imprudencia o negligencia, por impericia en su arte o profesión o por inobservancia de los reglamentos u ordenanzas, causare un incendio u otros estragos. 
Si el hecho u omisión culpable pusiere en peligro de muerte a alguna persona o causare la muerte de alguna persona, el máximo de la pena podrá elevarse hasta cinco años”

## Pena
Tal como lo establece la ley, el máximo de la pena es de cinco años por lo cual la fiscalía y la querella integrada por la familia de Débora María Gianangelo, la víctima más joven fallecida en la Tragedia, pidieron el máximo de dicho monto.

## Imputados
La Fiscalía Graciela Arguelles y la Única Familia Querellante (FAMILIA GIANANGELO) acusaron oportunamente a once personas las cuales fueron llevadas a juicio. Dos días antes del inicio del juicio la Fiscalía presenta un escrito  de sobreseimiento a dos de los imputados que tardó 6 años en darse cuenta de que según su criterio no eran imputables. El juicio tuvo 11 imputados porque la Querella (aquí se demuestra la importancia de ser querellante que aporta prueba y actúa particular) sostuvo la teoría del caso y los sentó en el banquillo. Los imputados se pueden clasificar en cinco grupos por una cuestión organizativa:
1. Personal que intervino en el cambio del regulador el día del hecho 
a. Osvaldo Carlos García (Gasista) 
b. Pablo Miño (Ayudante del gasista) 
Se les atribuye el hecho de haberse presentado entre las 9 y 9:38  a. m. y haber causado la explosión e incendio del edificio de calle Salta 2141, por haber provocado una fuga de gas mientras manipulaban la conexión de ingreso de la provisión de gas a dicho edificio cuando pretendían cambiar el regulador de Gas sin cerrar la llave de paso (o de haberla cerrado no lo hicieron adecuadamente). Para luego, no contener la fuga y marcharse del lugar.
2. Miembros de la Administración del Edificio de Calle salta 2141 
a. Norma Bauer (integrante de la administración) 
b. Carlos Repupilli (asesor jurídico e integrante de la administración) 
c. Mariela Calvillo (administradora del consorcio) 
En su carácter de integrantes de la administración del consorcio y al tener el deber de custodia del edificio y de los bienes comunes del mismo, se les atribuye haber violado dichos deberes. Así, ante la necesidad del cambio de regulador, el personal de la administración contrata a García, tomando conocimiento a través del mismo que éste realizaría las tareas de una forma no permitida, omitiendo en la reunión de consorcio celebrada el 02/08/13, advertir a los presentes esta irregularidad. 
A su vez se les atribuye no haber hecho caso a reiterados reclamos de los copropietarios con relación a la subsistencia de los inconvenientes con el servicio de gas.
3. Gasista que intervino en el edificio días previos al hecho
a. José Luis Allala 
Se le atribuye el de hecho de obrar con imprudencia y/o negligencia por su trabajo del día 25 de julio de 2013, por haber accionado una válvula de bloqueo para lo cual solo se encuentra autorizado personal de litoral gas. A su vez, al detectar las pérdidas sustituyó piezas pertenecientes a la cañería sin dar conocimiento fehaciente a la licenciataria, y una vez culminado su labor, no haber aguardado la llegada de litoral gas, para dar cuenta de su intervención.
4. Reclamistas de Litoral Gas: 
a. Gerardo Bolaño
b. Guillermo Oller 
c. Luis Curaba  
A Gerardo Bolaño se le atribuye el hecho de llegar al edificio de calle Salta 2141 el día 25 de julio de 2013 y constatar una “pérdida en accesorio de gabinete” y no haber colocado un cepo sobre la válvula para evitar que personas no autorizadas operen la misma, a pesar de  haber consignado en el formulario que estaba cerrado con cepo. Tampoco realizó un informe pormenorizado de las irregularidades que  presentaba en ese momento el gabinete y la instalación verificada. A Guillermo Oller y a Luis Curaba se les atribuye haber concurrido el día 26 de julio de 2013 aproximadamente a las 21: 40 como reclamistas de litoral gas al edificio de calle Salta y haber restablecido el servicio de gas. Antes de restablecer el gas, no corroboraron los trabajos efectuados por Allala, ya que no le requirieron al mismo ningún informe detallado de los trabajos realizados, materiales utilizados y pruebas efectuadas sobre la instalación, omitieron a su vez la exigencia de rehabilitar el servicio en presencia del gasista matriculado (Allala).  No efectuaron ningún control sobre la totalidad de las instalaciones, limitándose a controlar la ausencia de pérdida en el gabinete, sin realizar una verificación integral de dicha instalación. Omitieron efectuar el control de todas las unidades habitacionales (dptos.) en cuanto a sus instalaciones de servicio y correcto funcionamiento de los artefactos. Habilitaron el suministro de gas, contando el edificio con un solo regulador, cuando según la reglamentación debía contar con dos.
5. Gerentes de Litoral Gas
a. Viviana Leegstra (Gerente técnica de Litoral Gas) 
b. Claudio Tonucci (Jefe de mantenimiento de redes de Litoral Gas) 
No haber ejercido adecuadamente el deber de control y vigilancia respecto de las funciones delegadas al personal a su cargo, todo ello teniendo en cuenta el peligro que importa la actividad que realiza la prestataria vinculada a la manipulación de sustancias peligrosas. 
No haber exigido reportes ni informes al personal a su cargo que realizó tareas en el edificio de calle Salta 2141
No haber instruido al personal a su cargo respecto de las normas de seguridad que debían observar ante la detección de pérdidas, la manipulación de redes y en la rehabilitación del servicio de gas, tampoco sobre la presentación de los informes en relación con las actividades realizadas.
No haber elaborado de conformidad con las normas y reglamentaciones vigentes, un plan de emergencias para interrumpir el suministro del servicio de gas en un tiempo razonable, detallando los sistemas que se considerasen más convenientes para interrumpir dicho servicio de gas.

## Sentencia en Primera Instancia
El 2 de agosto de 2019 (a días del 6°Aniversario) publican la sentencia de Primera Instancia. Jueces Carlos Rubén Leiva – Marcela Canavesio – Rodolfo Enrique Zvala.
Previo a la lectura de la sentencia, la jueza Marcela Canavesio realizó en la sala una reflexión sobre el proceso judicial: "No estamos ajenos a tal conmoción social. Se ha configurado la mayor catástrofe de la historia de la ciudad que enlutó a la comunidad. Puede ser injusta una condena o una absolución".
"Se juzga un delito imprudente, no intencional", continuó. "Se discute quienes produjeron un estrago para poner en peligro de muerte a la gente". "Buscamos fundamentos. Acá fallaron los eslabones de responsabilidad y hubo contradicción e insuficiencia probatoria.
La teoría de la imputación objetiva planteada por el Bloque acusador Fiscalía y Querella Familia Gianangelo sostiene que  la explosión fue consecuencia de “una cadena de negligencias” que involucraron desde el gasista que trabajaba en el lugar hasta el personal de la empresa Litoral Gas y los administradores del consorcio. Le aportamos pericias y 139 testigos que indicaban las irregularidades que se vivieron en el edificio con respecto a la válvula de bloqueo y habilitación del servicio.
Tal es así que Viviana Leegstra (Gerente técnica de Litoral Gas) haciendo uso de su derecho de defensa como imputada confiesa (porque ninguno de los acusados aceptó que se le formulen preguntas por parte del bloque acusador) y esto está transcripto en el fallo cito textual “ni que hablar lo que significa cortar el gas, eso habría afectado a 300.000 clientes, en pleno invierno” esto está a Fs.628 del fallo. Tardaron en cortar el gas 2hs 46 minutos esto está probado por pericia, porque solamente tenían una sola máquina para operar la obturación la cual no era la indicada.
Mi hermana falleció de asfixia es la única. Imagínese lo que significo escuchar a la gerente que prefería a sus clientes ante que la vida de mi hermana.
Fue condenado el gasista Osvaldo Carlos García como autor penalmente responsable de estrago culposo agravado. La decisión fue dividida, ya que el juez Leiva votó en disidencia por entender que a García le correspondía una pena menor: tres años de prisión en suspenso y el cumplimiento de determinadas reglas de conducta durante cuatro años. Esto implico que nadie quede preso.
Hemos denunciado en la Corte al Juez Leiva por ser parcial, ya que una de las audiencias asesoro e instruyo a la defensa de Litoral gas. Trayendo un testigo que no estaba en la lista conformada previo acuerdo de partes del juicio y violando el deber de imparcialidad y normas relativas a las reglas del debate. Fue tan absurdo que ellos mismos lo plasmaron en las fojas de su sentencia queriendo subsanarlo.
El testigo en cuestión era nada más y nada menos que el interventor del Enargas Sr. Pronsanto.

## Apelación ante la cámara Penal
Los jueces de Cámara Penal Carina Lurati, Carlos Carbone y José Luis Mascali confirmaron la sentencia dictada en primera instancia en la causa de la tragedia de calle Salta 2141, en la que sólo fue condenado el gasista Carlos García. Los diez acusados restantes permanecieron absueltos. La Cámara decidió rechazar las nulidades planteadas por la Fiscalía y la querella, y de esta forma confirmó la sentencia de cuatro años de prisión por el delito de estrago culposo agravado para el gasista.
Ante el mismo tribunal presentamos el Recurso de Inconstitucionalidad que se nos fue denegado saliendo la resolución a un día del 7° acto de la tragedia. Ahora vamos a ir Solos en queja a la Corte de Santa fe. Porque la fiscal nos soltó la mano, no presentó el recurso de inconstitucionalidad por ende se bajo de la causa que sostuvo por siete años y fue elevada a juicio con el conforme de los jueces de instrucción y sentencia que vieron que había delito y personas imputadas de responsabilidad para ser juzgadas y obtener sentencia sobre ellos.
Que ironía es eslogan del logo del Ministerio Público de la acusación es “con las víctimas, por una justa aplicación de la ley” así sellan sus escritos estos fiscales.
La Familia Gianangelo es la única parte como víctima que sigue adelante con la acción penal con la querella. La corte de Santa Fe tiene que resolver si admite o no la queja por denegación del recurso de inconstitucionalidad presentado solicitando que se revea la sentencia dictada en la cámara de apelaciones, porque la consideramos injusta-vergonzosa.
Tras la publicación de un artículo titulado “Recurso de Queja que Duerme en la Corte” en el Diario la Capital en fecha 11/09/2021 porque hace más de un año la Corte Suprema de Justicia de Santa Fe evalúa si abre o no el recurso de queja que presentó el único querellante que tiene la causa de Salta 2141. El planteo es contra el fallo que absolvió a diez acusados durante el juicio del fatídico siniestro, donde murieron 22 personas el 6 de agosto de 2013 por la explosión de la instalación de gas de un edificio. Un gasista fue el único condenado a cuatro años de prisión.
“Esta impunidad carcome la credibilidad de las instituciones, de la Justicia, y erosiona el estado de derecho”, indicó Adrián Gianángelo, hermano de una de las víctimas y miembro de la única familia querellante que instó la causa penal (ver aparte).
Cuando en agosto de 2020 se les denegó la inconstitucionalidad que plantearon ante el fallo de primera instancia que absolvió a 10 acusados y condenó al gasista Carlos Osvaldo García (manipuló el regulador que generó la explosión) la familia de Débora Gianángelo, una de las víctimas fatales de Salta 2141, interpuso una queja para que el máximo Tribunal de la provincia revise el veredicto.
Sin embargo, la Corte lleva un año con el expediente dando vueltas para decidir si la acepta o no. 
Después de esta publicación en tiempo récord 48 hs de publicado el artículo periodístico se expidió la Corte rechazó la queja de la querella
Sin embargo, un voto en disidencia expuso que no se evaluaron pruebas sobre los controles previos a la explosión que causó 22 muertos. 
La jueza María Angélica Gastaldi votó en disidencia al entender que se debe hacer lugar parcialmente a la queja. Los argumentos de la funcionaria, que revisó videos del juicio, ocupan más carillas (12) que la de todos sus colegas juntos.
La magistrada retomó los fundamentos de la querella, cuando describe una cadena de hechos previos que desembocaron en la tragedia. Recordó a la vecina que hizo un reclamo a Litoral Gas el 24 de julio de 2013 por falta de presión en su departamento. Al otro día, el inspector Bolaño revisó el gabinete de regulación, constató una pérdida, y cortó el suministro del edificio, lo cual quedó asentado en un formulario.
El 26 de julio el gasista Allala reparó “fugas” y llamó a la empresa, retirándose sin esperar a la guardia. Luego se generalizó el “problema de poca presión de gas en el edificio”, por lo que intervinieron los reclamistas Oller y Curaba.
Los dos empleados del Litoral Gas, en presencia de algunos consorcistas efectuaron la prueba de hermeticidad (prueba del jabón) y reanudaron el suministro a todo el edificio. El 2 de agosto volvió el reclamista Curaba _por orden de Tonucci_ y constató nuevamente la “inexistencia de pérdidas”.
Ese día, según la querella, se archivó el pedido de apertura de la vía pública para cambio de servicio, el que había sido señalizado con una “marca amarilla en la vereda”. Luego se archivó el reclamo de “falta de presión de gas”.
En ese momento se realizó una asamblea extraordinaria convocada por la administración a fin de tratar el tema de cambio de regulador, donde los administradores Bauer y Repupilli presentaron al gasista García.
En esa instancia la querella advirtió, en base al relato de testigos, no haber votado por García, lo cual lo habría decidido por la administración. El 6 de agosto a las 9.38 se desató la tragedia cuando se produjo la fuga de gas masiva mientras García intentaba cambiar el regulador.
En su voto, Gastaldi propició “la admisibilidad parcial del recurso de queja” de la querella, solo respecto de los reclamistas Oller y Curaba. “Las alegaciones recursivas logran acreditar un supuesto de posible apartamiento de las constancias de la causa con entidad para operar la apertura de esta instancia extraordinaria”, dijo la integrante de la Corte a diferencia de sus colegas.
Retomó la queja de la querella en relación con que la válvula “estaba dura” cuando intervino García. “La válvula de bloqueo estaba abierta” cuando García fue ese día a cambiar el regulador del edificio. Y que estaba abierta porque estaba “excesivamente dura”, hasta tal punto que una sola persona con herramientas normales no podía operarla en caso de emergencia.
Gastaldi se detuvo en un punto que remarcó la FAMILIA GIANANGELO en su planteo como querellante en su acusación. Y es que “nunca podría haber cerrado la válvula de bloqueo el día el 6 de agosto de 2013, cuando comenzó la fuga de gas, ya que la válvula de bloqueo era inoperable para una sola persona con herramientas normales”.
Los familiares expresaron que se “incrementó el riesgo” por el personal operativo y de control de Litoral Gas. Se quejaron porque los jueces realizaron “un análisis sesgado y parcializado del cúmulo probatorio, ya dieron como decisiva la declaración de los peritos, quienes señalaron como una posibilidad que la válvula se encontraba dura por el incendio”.
Por eso Gastaldi retomó la cuestión ligada a que el Tribunal prescindió de los testimonios de los peritos que advirtieron que si bien la válvula de bloqueo solo podía ser operada por la licenciataria, tenía que estar operable manualmente en caso de emergencia; algo dificultoso por la “extrema dureza” que presentaba.
Esa misma circunstancia la habrían referido los testigos que declararon en el juicio, quienes destacaron que con anterioridad a la explosión, el gasista Allala, y los reclamistas Oller y Curaba operaron la válvula de bloqueo con gran dificultad, debieron pedir ayuda a otras personas, y utilizaron herramientas de gran porte.
“De las alegaciones de la recurrente en confrontación con los antecedentes de la causa, cabe colegir que resultan suficientes en demostración de la conexión con los antecedentes del caso, y con las alegadas arbitrariedades de prescindencia y contradicción de prueba decisiva”, sostuvo en su voto Gastaldi.
Indicó que es así “pues no puede pasar desapercibida que en la tesis de la querella se habría acreditado que la válvula estaba inoperable manualmente los días anteriores al siniestro".
“Las postulaciones reprochando vicio de apartamiento inmotivado de las constancias de la causa respecto de pruebas del debate, los reproches de parcialización, cuentan con asidero e importan articular planteos que pueden configurar una hipótesis de arbitrariedad y afectación de derechos constitucionales”, dijo la jueza Gastaldi.
En su voto en disidencia, admitió parcialmente la queja respecto de los imputados Oller y Curaba, porque “cuenta prima facie con suficiente asidero en las constancias y suponen articular con un planteo que exige examinar si la sentencia reúne o no las condiciones mínimas para satisfacer el derecho a la jurisdicción que acuerda la Constitución Provincial”.
En fecha 28 de septiembre de 2021  la  Única Familia Querellante Familia Gianangelo, interpone en tiempo y forma Recurso Extraordinario Federal ante la Corte Suprema de la Provincia de Santa Fe. Ante el rechazo de este Recurso,  la  Única Familia Querellante Familia Gianangelo, interpone en Queja el Recurso Extraordinario Federal ante la Suprema de la Nación Argentina. (Expediente CSJ 000291/2022-00 situación actual en despacho Secretaría Judicial N° 3).

## Antecedentes

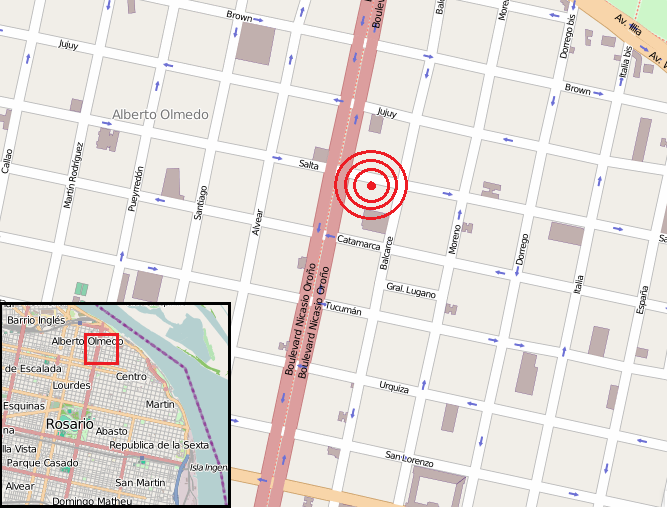
Ubicación del edificio siniestrado, en el centro de la ciudad de Rosario.

El edificio residencial ubicado en calle Salta 2141, entre el bulevar Oroño y la calle Balcarce, en la zona microcentro de la ciudad, presentaba problemas con el suministro privado de gas natural de cañería, semanas previas al hecho. Debido a ello, el consorcio que administra dicho edificio (compuesto por tres cuerpos de diez pisos cada uno) decidió realizar la denuncia correspondiente ante el concesionario Litoral Gas, la empresa encargada de proveer el servicio, los días 23 y 24 de julio. Una vez que la empresa constató el problema, el procedimiento indica que para trabajar dentro de la propiedad se debe contratar a un gasista matriculado y habilitado, ya que a la proveedora del servicio no le corresponde esa tarea, por ser al interior del edificio.
Para poder realizar el trabajo –que consistía en cambiar una válvula reguladora de presión– debió cerrarse la entrada de gas durante varias horas. Sin embargo, después de que se realizó el trabajo y de que el servicio de gas volvió a la normalidad, el 2 de agosto varios ocupantes del edificio llamaron a Litoral Gas quejándose por el incesante olor.

## La explosión
La mañana del martes 6 de agosto, ante la persistencia del olor, el gasista ―citado por el consorcio― volvió a presentarse en el edificio, y dio cuenta de que el regulador estaba mal ajustado y debía cambiarse. Simultáneamente, los vecinos de la cuadra afectada realizaron llamados al 911 denunciando que un fuerte olor a gas invadía el sector y que, en el área que rodea el edificio, escuchaban un silbido molesto.
El portero del edificio declaró que bajó ocho pisos hacia la entrada para ver que sucedía. Allí, vio que el gasista y su ayudante salieron corriendo al ver que el ambiente estaba contaminado por grandes cantidades de gas venteado. Tanto el gasista como el ayudante salieron corriendo en distintas direcciones y el portero gritaba a viva voz: «¡Va a morir gente!».
En ese instante, a las 9:38 (hora local; UTC-3), ocurrió la tragedia: una fuerte explosión invadió la manzana, derrumbando el segundo cuerpo del edificio y destruyendo gran parte de los otros dos. Los edificios aledaños también sufrieron las graves secuelas al romperse vidrios, ventanas y puertas. La onda expansiva alcanzó los 500 metros, originando serios daños. La explosión fue escuchada hasta a 7 km del lugar así como en las localidades vecinas de Capitán Bermúdez y Funes. En el lugar trabajaron fuerzas, a cargo operativo del Comando de Incidentes se encontraba el Crio. Ángel Poidomani, del GER de Bomberos de la Policía Federal Argentina, quien viajó al lugar por orden del Ministerio desde CABA, con traslado aéreo por Prefectura Naval y material rodante por ruta, quien conjuntamente con el Jefe de Zapadores de Rosario y el Jefe de Bomberos local, distribuyeron y ejecutaron los trabajos de rescate, coordinando con otras fuerzas como el Batallón de Ingenieros del Ejército Argentino, otros cuerpos de Bomberos Voluntarios, ONG, Defensa Civil, etc.
El Sindicato de Trabajadores del Gas Natural explican la secuencia que generó la explosión en este video https://www.facebook.com/1480143392279377/videos/299347760953463

## Consecuencias
En total fallecieron 22 personas y 62 resultaron heridas. Al funcionar como chimenea para el gas, el edificio afectado resultó destruido por completo: el cuerpo central de nueve pisos se derrumbó y los otros dos quedaron con serio peligro de derrumbe. Al menos 1079 viviendas resultaron afectadas, de las cuales 204 quedaron inhabitables. Luego de cinco días de búsqueda, el 12 de agosto hallaron sin vida a las últimas personas desaparecidas.

## Lista de fallecidos
| Nombre y apellido        | Edad |
| ------------------------ | ---- |
| Teresita Babini          | 67   |
| Federico Balseiro        | 30   |
| Florencia Caterina       | 27   |
| Eraselli Clides Ceresole | 78   |
| Luisina Contribunale     | 34   |
| María Esther Cuesta      | 92   |
| Lydia D'Avolio           | 86   |
| María Emilia Elías       | 28   |
| Maximiliano Fornarese    | 34   |
| Débora Gianángelo        | 20   |
| Santiago Laguia          | 25   |
| Beatriz López            | 69   |
| Carlos López             | 40   |
| Estefanía Magaz          | 21   |
| Adriana Mattaloni        | 57   |
| Soledad Ulián Medina     | 31   |
| Hugo Montefusco          | 56   |
| Domingo Oliva            | 76   |
| Juan Natalio Pennice     | 70   |
| Roberto Daniel Perucchi  | 68   |
| Ana Rizzo                | 65   |
| Maximiliano Vesco        | 29   |

## Reacciones

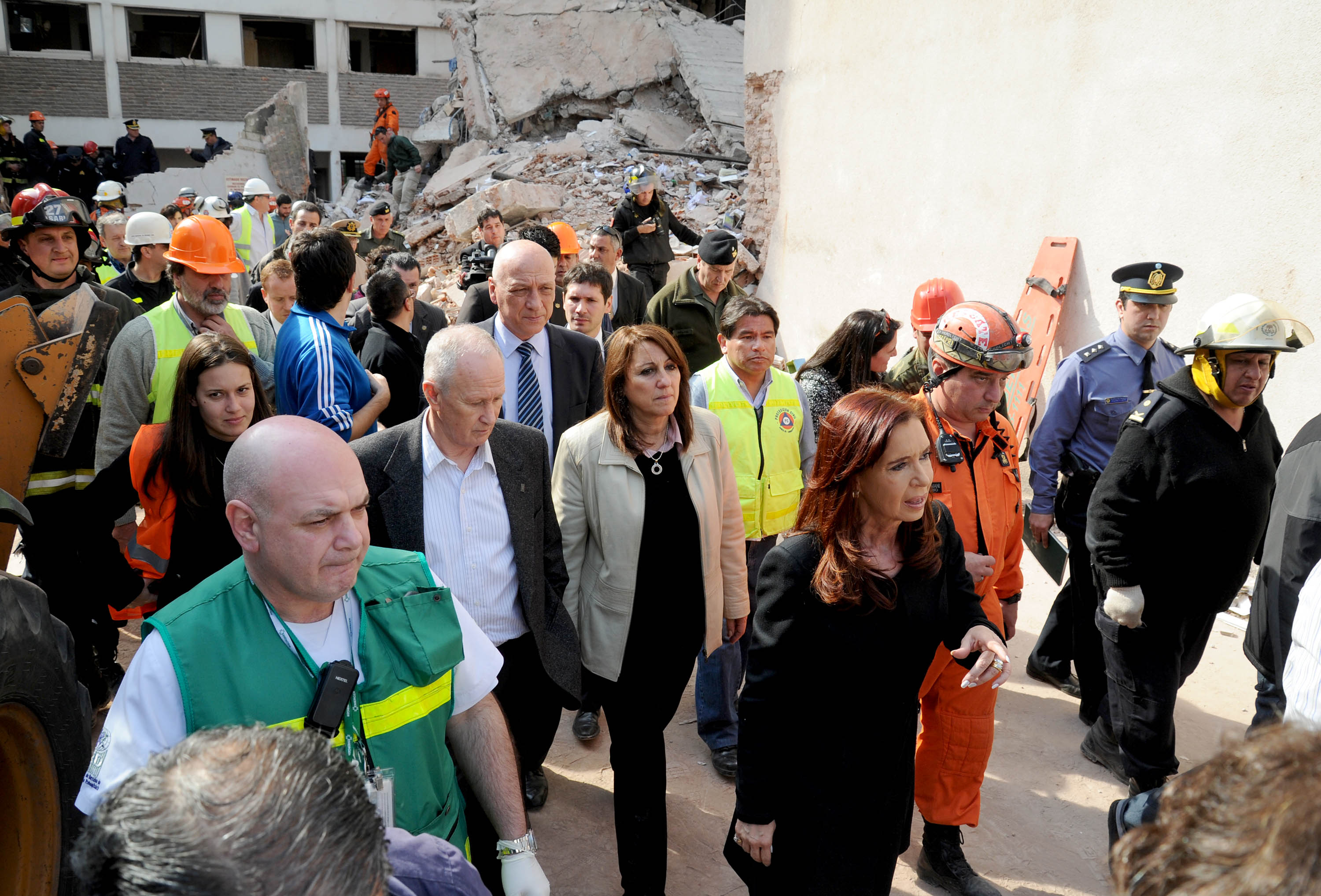
La presidenta Cristina Fernández de Kirchner visita la zona de la tragedia en Rosario. La acompañan Antonio Bonfatti (gobernador de Santa Fe); Mónica Fein (intendenta de Rosario) y Raúl Lamberto (ministro de Seguridad de Santa Fe).

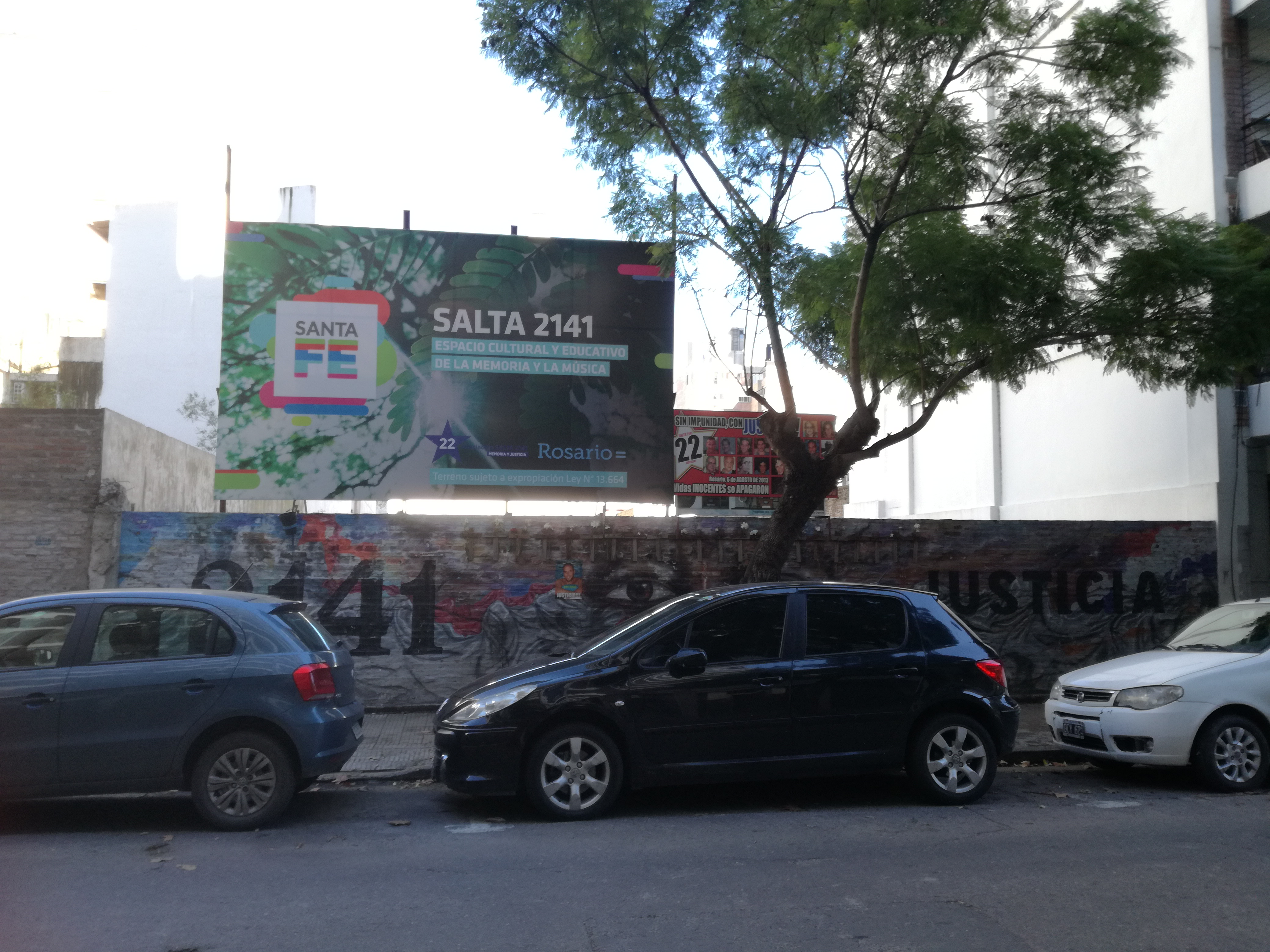
Lugar de la explosión en 2019.

Los servicios de emergencias actuaron de manera inmediata al hecho. Al menos 25 dotaciones de bomberos se movilizaron, y medio centenar de ambulancias trasladaron a los heridos a distintos nosocomios.
En aproximadamente 45 minutos, llegó desde Buenos Aires el Grupo Especial de Rescate, al mando del comisario Ángel Fabián Poidomani, de la Superintendecia de Bomberos de la Policía Federal Argentina, que se trasladaron por vía aérea ―gracias a la Prefectura Naval Argentina desde el aeródromo de San Fernando, llevando equipos livianos. El material pesado fue enviado por ruta en aproximadamente 3:45 h. Al mismo jefe, por su experiencia, el Ministerio de Seguridad le ordenó que quedara al mando de las operaciones de rescate. Además, perros de rescate participaron de las tareas de rastrillaje para encontrar a los desaparecidos bajo los escombros.[cita requerida]
A las pocas horas, llegaron diferentes cuerpos de rescate enviados por el Gobierno nacional.
El gobernador de la provincia de Santa Fe, Antonio Bonfatti, y la intendenta de la ciudad, Mónica Fein, fueron los primeros funcionarios en llegar al lugar. La presidenta de la Nación, Cristina Fernández de Kirchner, llegó a Rosario el día siguiente luego de arribar al país tras una visita a la sede de la ONU.
Además, los partidos políticos decidieron suspender los cierres de campañas electorales por los comicios legislativos nacionales que se realizan el 11 de agosto.
El Gobierno provincial de Santa Fe declaró tres días de duelo, y el Gobierno nacional decretó dos días.
Se anunció también que el gobierno provincial con el apoyo del nacional lanzó una línea de créditos y subsidios para los damnificados, que recibirán la ayuda crediticia hipotecaria dentro del marco del plan PRO.CRE.AR.
En tanto, el papa Francisco se comunicó desde la Ciudad del Vaticano, mandando una carta al arzobispo rosarino en la que expresó su sentido pésame a los familiares de las víctimas.
Después de casi dos meses de juicio, en julio de 2019 la justicia de Santa Fe determinó como responsable por la explosión al gasista matriculado por haber manipulado el regulador sin haber cerrado la válvula de corte.
En marzo de 2020 la Cámara Penal de Apelaciones dejó firme el fallo de primera instancia en el que se condenó al gasista que realizó la maniobra que produjo la explosión y absolvió tanto a su ayudante, a los reclamistas y personal técnico de Litoral Gas como a los miembros de la administración del edificio.